# 평가절하
평가절하(平價切下, 영어: Devaluation)는 한 나라의 화폐 척도의 기초가 되는 본위 화폐 1단위의 가치를 절하하는 일이다. 바꾸어 말하면, 본위 화폐 1단위에 상당하는 순금의 양을 줄이는 것을 평가 절하라고 한다.  또, 이렇게 하여 통화의 대외가치가 떨어지므로 환평가의 절하를 하여 평가 절하라고 부른다.
이의 반대되는 경우를 평가절상이라 한다. 평가절하는 인플레이션을 수습하기 위해 이미 일어난 화폐 가치의 하락을 추인하고, 그 수준으로 화폐 가치의 안정을 달성하려는 경우나, 타국과의 대항상 자국의 무역 상의 분리를 회피하려고 하는 경우에 실시된다. 환평가 절하는 수출에 유리하고, 수입에 불리하게 작용하여 국제수지의 개선에 효과가 있으며, 절상의 경우는 반대의 효과를 갖는다.

## 같이 보기
- 평가절상